# منطقة نازلوتشاي الريفية
منطقة نازلوتشاي الريفية (بالفارسية: دهستان نازلوچائ) هي أحد المناطق الريفية التابعة لناحية نازلو، مقاطعة أرومية، محافظة أذربيجان الغربية، إيران، وعاصمتها وأكبر قراها هي نازلو. تضم 34 قرية، ويبلغ عدد سكانها 13727 نسمة حسب إحصاء 2016.